# فيناي لال
فيناي لال (بالإنجليزية: Vinay Lal)‏ هو مؤرخ ومؤلف هندي، ولد في 19 أبريل 1961 في دلهي في الهند.